# Centurion (carro de combate)
El carro de combate Centurion fue el principal tanque británico durante el período de posguerra y demostró tener un exitoso diseño en las décadas posteriores a la Segunda Guerra Mundial. Su éxito se debe principalmente a su grueso blindaje, su potencia de fuego, la adaptabilidad de su chasis a diversas tareas, y a sus numerosas actualizaciones.
La construcción del Centurion se inició en enero de 1945 y seis prototipos llegaron pronto a Bélgica, después del término de la guerra en Europa, en 1945, así; el Centurion entró en acción efectiva por primera vez en la guerra de Corea en 1950, donde proveía de un excelente servicio al Ejército Británico, apoyando por igual a las fuerzas aliadas durante el conflicto.  
El Centurión volvería a entrar en combate en 1956 durante la crisis del canal de Suez. Los gobiernos francés y británico decidieron efectuar una intervención militar conjunta para restablecer el control internacional del canal. Para la intervención se movilizaron tres regimientos del Real Cuerpo Acorazado británico. El 1.er Regimiento, el 6.º Regimiento equipado con el Centurión Mark V  y el 7.º Regimiento equipado con el Centurión Mark III. Tanto en este momento como en los enfrentamientos que se llevaron a cabo en los meses posteriores el Centurión cumplió con las expectativas debido a la buena combinación de movilidad, protección y potencia de fuego. El Centurión estuvo presente también en la guerra Indo-Pakistaní de 1965, equipando con la variante Mark VII a la 3.ª de Caballería india, donde luchó contra sus pares estadounidenses M47 y M48 Patton. 
Durante la guerra de los Seis Días en junio de 1967, el carro Centurión estuvo en la primera línea de la ofensiva israelí en el Sinaí. La 7.ª Brigada Acorazada, la División del general Israel Tal y la División del general Abraham Yoffe se encontraban equipadas con el Centurión Mark V. Esta versión era básicamente un Mark III al que se le había añadido la Browning de 7,62 mm como ametralladora coaxial y una Browning M2HB de 12,7 mm en la cúpula del jefe de carro. 
En 1973, durante la guerra de Yom Kipur, los israelíes seleccionaron al Centurión para operar en el Golán, en lugar de a los M47 y M48, porque sus sistemas de suspensión por barras de torsión resultaban menos efectivos en terreno sembrado de rocas. Durante esta guerra, la 188.ª Brigada Acorazada "Barak" contaba con unos 70 Centurión mejorados desplegados a unos 8 km del valle de Yarmouk. La 7.ª Brigada Acorazada se trasladó al Golán con tres batallones de Centurión. Estos Centurión habían sido modificados con el motor diésel Teledyne Continental AVDS-1790-2A, transmisión automática Allison CD-850-6A y otros cambios que incrementaban su velocidad, autonomía y prestaciones. 
Recientemente se ha usado durante el conflicto entre Israel y Líbano en el 2006; las Fuerzas de Defensa Israelíes aún emplean los chasis del Centurión en variantes altamente modificadas, en tareas como APC's y vehículos de zapadores, entre otros.
Este carro de combate estaría en servicio posteriormente con el Cuerpo de Blindados de Australia en Vietnam entre los años 1968 y 1971. En 1968, Australia desplegó un escuadrón de carros de combate en apoyo de la 1.ª Agrupación de Combate australiana en Vietnam del Sur. Los primeros elementos de este escuadrón fueron dos secciones del Centurión Mark V/I. Esta variante había sido modificada para adaptarse a las peculiaridades operativas del terreno vietnamita, incluyendo guardabarros y arcones de estiba reforzados y ruedas de rodadura de respeto en la plancha del glacis para su colocación rápida. En enero de 1970, se desarrolló la operación Matilda, la mayor operación acorazada australiana desde la Segunda Guerra Mundial. Existía un escepticismo inicial, se dudaba la viabilidad del carro de combate en condiciones tropicales donde, los arrozales y la jungla limitarían los convertirían en meros fortines estáticos. Pero el Centurión tuvo éxito dando fuego de apoyo, defendiendo perímetros, asaltando posiciones enemigas y sobre todo apoyando a la infantería. 
Llegaría a ser uno de los diseños más extensamente utilizados, equipando ejércitos alrededor del mundo, con algunas unidades en servicio hasta la década de 1990.   
La Fuerza de Defensa Nacional de Sudáfrica aún emplea a más de 200 Centuriones, que se modernizaron en las décadas de 1980 y 2000 como el Olifant (elefante), estos fueron usados durante la contienda en la frontera, y la subsecuente intervención sudafricana en la guerra civil de Angola a favor de los guerrilleros de la UNITA en contra del gobierno angoleño del MPLA, en donde se enfrentó durante finales de 1987 e inicios de 1988, a los tanques angoleños y cubanos T-55 y T-62, donde sería superado por este último en todas sus capacidades.
Entre 1946 y 1962, se produjeron 4423 Centuriones, consistían en 13 marcas básicas y numerosas variantes. En el uso del ejército británico fue reemplazado por el nuevo tanque Chieftain a mediados de los 60.

## Desarrollo
En 1943, se le pidió a la Dirección de Diseño de Tanques, bajo Sir Claude Gibb, CBE, FRS, que produjera un nuevo diseño para un tanque de crucero pesado con la designación de Personal General A41. Después de una serie de diseños bastante mediocres en la serie A en el pasado, y teniendo en cuenta la amenaza planteada por el cañón alemán de 88 mm , la Oficina de Guerra exigió una revisión importante de los requisitos de diseño, específicamente: mayor durabilidad y confiabilidad, la capacidad para soportar un impacto directo del cañón alemán de 88 mm y proporcionar una mayor protección contra las minas. Inicialmente, en septiembre de 1943, el tanque A41 pesaba no más de 40 toneladas largas (45 toneladas cortas; 41 t); el límite para los remolques de transporte Mark I y Mark II existentes y para un puente de Bailey de 80 pies (24 m). El medidor de carga ferroviario británico requería que el ancho no supere los 10 pies 8 pulg. (3,25 m) y el ancho óptimo fuera 10 pies 3 pulg. (3,12 m). Una velocidad máxima alta no era importante, mientras que la agilidad era igual a la del comet . Se especificó una alta velocidad de retroceso, ya que durante los combates en el sur de Italia, los tanques aliados quedaron atrapados en estrechas carreteras hundidas por el ejército alemán. La caja de engranajes de producción modificada tenía un retroceso de dos velocidades, con la velocidad de retroceso más alta similar a la segunda marcha.
El departamento produjo un casco más grande adaptando la suspensión Christie de cinco ruedas de largo recorrido utilizada en el Comet con la adición de una sexta rueda y extendiendo el espacio entre la segunda y la tercera rueda. La suspensión Christie, con resortes verticales entre las placas de blindaje lateral, fue reemplazada por una suspensión Horstmann con tres bogies de dos ruedas montados externamente, con resortes horizontales en cada lado. El diseño de Horstmann no ofrecía la misma calidad de conducción que el sistema Christie, pero ocupaba menos espacio y era más fácil de mantener. En caso de daños causados por minas , las unidades individuales de suspensión y ruedas podrían reemplazarse con relativa facilidad. El casco fue rediseñado con una armadura inclinada y soldada, y contaba con una torreta parcialmente fundida con el gran triturador de 17 libras (76,2 mm / 3 pulgadas) como cañón principal y un cañón Polsten de 20 mm en un montaje independiente a su izquierda. Con un motor Rolls-Royce Meteor construido por Rover , tal como se usa en el Comet y Cromwell , el nuevo diseño tendrá un rendimiento excelente.
Pero incluso antes de que se publicara la Especificación de esquema de la A41 en octubre de 1943, estos límites se eliminaron y el peso aumentó de 40 toneladas a 45 toneladas largas (50 toneladas cortas; 46 t), debido a la necesidad de una armadura más pesada y una torreta más amplia (demasiado ancha para que el tanque sea transportado por ferrocarril) con una arma más potente. La nueva versión llevaba una armadura igual a la de los tanques de infantería más pesados , mientras que la suspensión mejorada y los motores ofrecían un rendimiento de campo traviesa superior incluso a los tanques de crucero iniciales . La Oficina de Guerra decidió que sería más inteligente construir nuevos remolques, en lugar de obstaculizar lo que parecía ser un diseño magnífico. El historiador David Fletcher afirma: "Pero, ¿era Centurion, después de todo, un tanque universal? La respuesta debe ser un negativo calificado".
La maqueta de diseño, construida por AEC Ltd , se vio en mayo de 1944. Posteriormente, se ordenaron veinte modelos piloto con varias combinaciones de armamento: diez con un cañón Polsten de 17 pdr y un cañón automático Polsten de 20 mm (de las cuales la mitad tenía una ametralladora Besa en el torreta trasera y media puerta de escape), cinco con 17 pdr, un Besa delantero y una puerta de escape, y cinco con una pistola QF de 77 mm y una ametralladora de casco operada por el conductor.
Los prototipos del diseño original de 40 toneladas, el Centurión Mark I, tenían 76 mm de armadura en el glacis delantero , que era más delgado que el de los tanques de infantería actuales (el Churchill ), que tenía 101 mm o 152 mm en el Churchill Mk VII y VIII se producen en el momento. Sin embargo, la placa de glacis era muy inclinada, por lo que el grosor efectivo de la armadura era muy alto, una característica de diseño compartida por otros diseños efectivos, como el tanque Panther alemán y el T-34 soviético . La torreta estaba bien blindada a 152 mm. El tanque también era altamente móvil, y superó fácilmente al Comet en la mayoría de las pruebas. El acorazado centurión Mark II pronto llegó; tenía un nuevo glacis de 118 mm de grosor y la armadura lateral y trasera había aumentado de 38 mm a 51 mm. Solo un puñado de Mk I Centurions se produjo cuando el Mk II lo reemplazó en las líneas de producción. Plena producción comenzó en noviembre de 1945 con un pedido de 800 en las líneas de producción en Leyland Motors, Lancashire las fábricas reales de la artillería ROF Leeds y Royal Arsenal , y Vickers en Elswick . El tanque entró en servicio en diciembre de 1946 con el 5.º Regimiento de Tanques Reales.
Poco después de la introducción del Centurión, Royal Ordnance terminó el trabajo en el cañón del tanques de 20 libras de artillero de artillería de calibre 84 mm . En este punto, la utilidad del Polsten de 20 mm se había cuestionado, ya que era innecesariamente grande para su uso contra tropas, por lo que fue reemplazada por una ametralladora Besa en una torreta completamente lanzada. El nuevo Centurión Mark III también contó con un sistema de estabilización completamente automático para el arma, que le permite disparar con precisión mientras está en movimiento, mejorando dramáticamente el rendimiento en el campo de batalla.La producción del Mk 3 comenzó en 1948. El Mk 3 era mucho más poderoso que el Mk 1 y el Mk 2, que los diseños anteriores se retiraron del servicio tan pronto como llegaron los nuevos Mk 3, y el anterior los tanques luego se convirtieron en la Marca 1 del vehículo blindado de recuperación (ARV) Centurión para uso de los Ingenieros Mecánicos y Eléctricos Reales o se actualizaron a los estándares Mk 3. Las mejoras introducidas con el Mk 3 incluyeron una versión más potente del motor y una nueva mira y estabilizador de pistola.
El cañón de 20 libras se usó hasta que las Fábricas de Artillería Real introdujeron el cañón L7 de 105 mm en 1959. Todas las variantes posteriores del Centurión, desde la Marca 5/2 en adelante, usaron el L7. 
El trabajo de diseño para el Mk 7 se completó en 1953, y la producción comenzó poco después. Una desventaja de las versiones anteriores era el alcance limitado, inicialmente solo 65 millas (105 km) en carreteras duras, por lo tanto, se utilizaron tanques auxiliares externos y luego un remolque "monowheel". Pero el Mk7 tenía un tercer tanque de combustible dentro del casco, lo que da un alcance de 101 millas (163 km). Y se encontró que era posible colocar el Centurión en algunas rutas ferroviarias europeas con sus medidores de carga más grandes.
El Centurión se usó como base para una gama de equipos especializados, incluidas las variantes de ingeniería de combate con una pistola de demolición de 165 mm. Ingenieros reales de vehículos blindados (AVRE). Es uno de los diseños más antiguos de todos los tiempos, sirviendo como tanque de batalla para los ejércitos británico y australiano desde la guerra de Corea (1950–1953) hasta la guerra de Vietnam (1961–1972), y como AVRE. durante la guerra del Golfo en enero-febrero de 1991.

## Despliegue en Europa Occidental
A principios de 1952, cuando la Guerra Fría se estaba calentando, la OTAN necesitaba tanques pesados modernos para cumplir con las versiones del T-34 con los países del Pacto de Varsovia, y para disuadir a las fuerzas soviéticas estacionándolos con el BAOR en Alemania Occidental, donde los franceses solo tenían el AMX-13, y los alemanes no tenían ninguno. Estados Unidos deseaba que los Centuriones fuera suministrado a Dinamarca y los Países Bajos en el marco del Programa de Asistencia de Defensa Mutua, ya que la producción del M48 Patton no comenzaría hasta abril de 1952. Un Mk 3 costaba £ 31,000 o £ 44,000 con municiones. El Royal Canadian Armored Corps desplegó un regimiento de Centuriones en Alemania para apoyar a la Brigada canadiense.

## Historia de combate

### Guerra de Corea
El 14 de noviembre de 1950, los 8 húsares irlandeses reales del rey británico , equipados con tres escuadrones de tanques Centurión Mk 3, aterrizaron en Pusan . Operando en temperaturas bajo cero , los 8 húsares aprendieron los rigores de la guerra de invierno: sus tanques tenían que estar estacionados en paja para evitar que las pistas de acero se congelasen en el suelo. Los motores tenían que arrancarse cada media hora, y cada uno de los engranajes se activaba a su vez para evitar que se congelasen en su lugar. Durante la Batalla del río Imjin , los Centuriones ganaron fama duradera cuando cubrieron la retirada de la Brigada 29 , con la pérdida de cinco tanques, la mayoría recuperados y reparados. En 1953, los Centuriones del 1.er Regimiento de Tanques Reales también participaron en la Segunda Batalla del Gancho, donde jugaron un papel importante en repeler los ataques chinos. En un tributo a los 8 húsares, el general John O'Daniel, al mando del 1.er Cuerpo de los Estados Unidos, declaró: "En sus centuriones, los 8 húsares han desarrollado un nuevo tipo de guerra de tanques. Nos enseñaron que en cualquier lugar se puede Adelante, es el país del tanque: incluso las cimas de las montañas ". 

### Crisis del Canal de Suez
Durante la crisis del Canal de Suez, el comandante de tierra británico, el general Hugh Stockwell, creía que las operaciones blindadas metódicas y sistemáticas centradas en el Centurión serían la clave para la victoria. 
Los egipcios destruyeron el puerto interior de Port Said, lo que obligó a los británicos a improvisar y usar el puerto pesquero para aterrizar sus fuerzas. El segundo Bn del regimiento de paracaídas aterrizó por barco en el puerto. Los centuriones del 6º Regimiento de Tanques Reales británicos fueron desembarcados y a las 12:00 habían llegado a los paracaidistas franceses. Mientras los británicos aterrizaban en Port Said, los hombres del RPC 2 en Raswa combatieron los contraataques egipcios con destructores de tanques SU-100.
Después de establecerse en una posición en el centro de Port Said, el Comando 42 se dirigió hacia Shari Muhammad Ali, la carretera principal de norte a sur para enlazar con las fuerzas francesas en el puente Raswa y la esclusa de la Cuenca Interior. Mientras lo hacían, los marines también tomaron las fábricas de gas de Port Said. Mientras tanto, el Comando 40 apoyado por el Royal Tank Regiment permaneció ocupado en limpiar el centro de los francotiradores egipcios. El teniente coronel Norman Tailyour dispuso que se trajeran más refuerzos en helicóptero.

### Guerra de Vietnam
En 1967, el escuadrón "A" del 3.er Cuerpo de Armadura del Personal Armado (APC) se transfirió al Escuadrón "A", 3.er Regimiento de Caballería de Vietnam. Aunque realizaron con éxito operaciones de combate en sus áreas de operaciones, los informes del campo indicaron que sus vehículos blindados M113A1 con armadura ligera no pudieron abrirse camino a través de la densa jungla, limitando sus acciones ofensivas contra las fuerzas enemigas. El gobierno australiano, bajo las críticas del Parlamento, decidió enviar un escuadrón de tanques Centurión australianos a Vietnam del sur. Los 20-pdr armados de los Centuriones Australianos del Escuadrón 'C', 1.er Regimiento Blindado aterrizaron en la República de Vietnam (Vietnam del Sur) el 24 de febrero de 1968, con sede en Nui Dat en el III Cuerpo (MR3).
El Coronel Donald Dunstan, que luego sería gobernador de Australia del Sur, fue el subcomandante de la fuerza de tareas de las fuerzas australianas en Vietnam del Sur. Dunstan fue posiblemente el último australiano en utilizar tanques e infantería en una operación combinada durante la Segunda Guerra Mundial, (como parte de la campaña de Bougainville), y el primero desde la guerra en comandar los tanques e infantería de Australia en combate. Cuando asumió temporalmente el mando durante la ausencia del brigadier Ronald Hughes, ordenó que los Centuriones se criaran desde Nui Dat para reforzar las bases de fuego en Coral y Balmoral, creyendo que eran un elemento fuerte que no se estaba usando. Además de agregar una gran cantidad de potencia de fuego, dijo Dunstan, "no pudo ver ninguna razón por la que [los Centuriones] no deberían estar allí". Su previsión permitió que la 1.ª Fuerza de Tarea Australiana (1 ATF) infligiera aproximadamente 267 bajas enemigas durante la batalla de Coral-Balmoral de seis semanas de duración, así como la captura de 11 prisioneros, 36 armas servidas por la tripulación, 112 armas pequeñas y otros. Armas enemigas diversas.
Después de las batallas en las bases de fuego Coral y Balmoral, en las que el 1 ATF derrotó a los Regimientos de Infantería NVA 141 y 165 en mayo de 1968; se formó una tercera tropa Centurión, que incluía dos tankdozers. En septiembre de 1968, el Escuadrón 'C' llegó a su totalidad con cuatro tropas, cada una equipada con cuatro tanques Centurión. Para 1969, el Escuadrón 'B', 3.ª Caballería; Escuadrón 'A', 1.er Regimiento Blindado; Escuadrón 'B', 1.er Regimiento Blindado; y el Escuadrón 'C', 1.er Regimiento Blindado, todos habían hecho rotaciones en Vietnam del Sur. Originalmente desplegados como 26 tanques Centurión, después de tres años y medio de operaciones de combate, 58 Centuriones habían servido en el país; 42 habían sufrido daños en la batalla con seis más allá de la reparación y dos tripulantes murieron en acción.
Las tripulaciones del Centurión, luego de operar durante unas pocas semanas en el país, pronto aprendieron a quitarse las faldas laterales blindadas protectoras de ambos lados del tanque, para evitar que la vegetación y el lodo se acumularan entre la pista y los guardabarros. Cada centurión en Vietnam normalmente llevaba una carga básica de 62 cartuchos de 20 libras, 4,000 cartuchos de .50 cal y 9,000 cartuchos de munición de ametralladora para la ametralladora del comandante del tanque, así como las dos ametralladoras coaxiales. Estaban equipados con motores de gasolina, que requerían el uso de un tanque de combustible de 100 galones imperiales (450 L) montado externamente y que estaba conectado a la parte trasera del vehículo.

### Guerras Indo-Pakistaní
En 1965, la mayor parte de la flota de tanques de la India eran tanques M4 Sherman más antiguos, pero la India también tenía tanques Centurión Mk.7, con el cañón de 20 libras, y también los tanques ligeros AMX-13 y M3 Stuart. El Centurión Mk.7 en ese momento era uno de los tanques occidentales más modernos.
La ofensiva de la 1.ª División Blindada de Pakistán fue embotada en la batalla de Asal Uttar el 10 de septiembre. A seis regimientos blindados pakistaníes se opusieron tres regimientos blindados indios. Uno de estos regimientos, 3 Caballería, desplegó 45 tanques Centurión. El Centurión, con su arma de 20 libras y armadura pesada, demostró ser más que un rival para los M47 y M48 Patton. Por otro lado, cuando los comandantes del ejército paquistaní hicieron buen uso de los M47 Patton y M48 Pattons, demostraron ser bastante capaces de destruir los tanques Centurión, como se vio en la batalla de Chawinda en el sector de Sialkot.
En 1971, en la batalla de Basantar, una división acorazada y una brigada blindada del Cuerpo I paquistaní se enfrentaron a dos brigadas blindadas del Cuerpo Indio I, que tenía tanques Centurión. Esto dio lugar a una importante batalla de tanques, entre los tanques del Ejército pakistaní construidos en Estados Unidos y la mezcla de T-55 soviéticos y centuriones británicos del Ejército de la India. Las bajas fueron fuertemente sesgadas contra la fuerza paquistaní, con 46 tanques destruidos.

### Medio Oriente

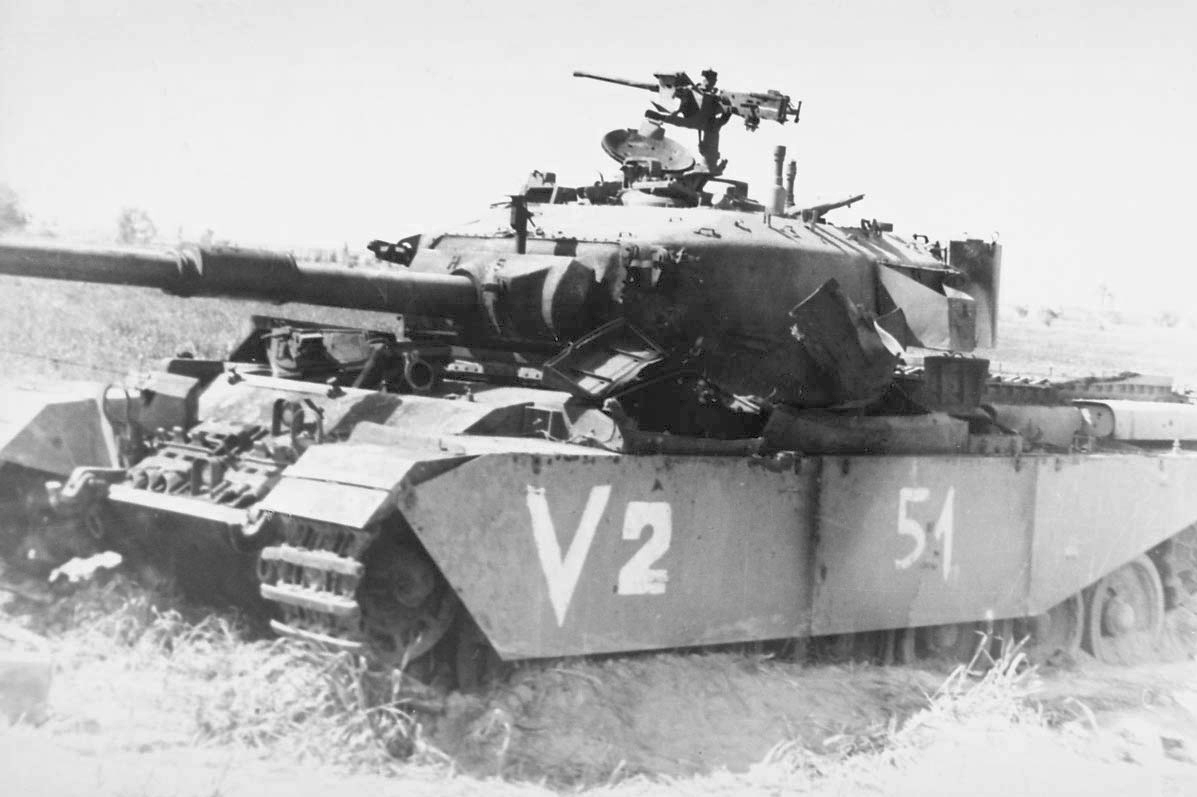
Sho't israelí destruido en marzo de 1968

Los antiguos centuriones británicos de Israel se entregaron por primera vez a fines de la década de 1950 y muchas variantes diferentes fueron compradas por Israel a lo largo de los años en diferentes países o capturadas en combate. Tras su adquisición, los israelíes armaron rápidamente los tanques con el British Royal Ondance L7 de 105 mm en lugar del Cañón principal  original de 20 libras y les cambió el nombre a Sho't ("azote" o "látigo").
Cuando estalló la guerra de los Seis Días en 1967, las Fuerzas de Defensa de Israel (FDI) tenían 293 Centurión/Sho't tanques que estaban listos para el combate de un total de 385 tanques. Durante la guerra, Israel capturó unos 30 tanques Centurión jordanos de un total de 90 en el servicio jordano. 25 tanques fueron abandonados en Hebrón por el 10.º Regimiento de Tanques Independientes de Jordania.
Todos los tanques Sho't se actualizaron con el motor diésel Continental AVDS-1790-2A más eficiente (también usado en los tanques M48 y M60) y una transmisión Allison CD850-6 de 1970 a 1974. La versión mejorada se llamó Sho't Kal Alef y fue seguido por tres sub variantes adicionales llamadas Bet, Gimel y Dalet de acuerdo con las mejoras agregadas. Las mejoras incluían una armadura más gruesa, un nuevo mecanismo de rotación de la torreta, un nuevo estabilizador de la pistola, un mejor diseño de municiones con más disparos y una mayor capacidad de combustible. Un moderno sistema de control de incendios, un sistema de extinción de incendios mejorado, un mejor sistema eléctrico y frenos, y la capacidad de instalar armaduras reactivas completaron las modificaciones. Tienen radios estadounidenses y tienen el MG de calibre original de 7,62 mm en la cúpula del comandante o un HMG de 12,7 mm de calibre. El Sho't Kal se puede distinguir del Centurión por su plataforma trasera elevada, para acomodar el motor más grande.
La versión Sho't Kal de Centurión obtuvo su estatus legendario durante la Batalla de "El Valle de las Lágrimas" en los Altos del Golán en la guerra de Yom Kipur de 1973. Los tanques de Sho't Kal de la 7.ª brigada blindada y 20 Sho't de la brigada 188 derrotaron el avance de unos 500 T-55 y T-62 sirios y el Sho't Kal se convirtió en emblemático de la destreza de los blindados israelíes. Durante toda la guerra, 1.063 tanques israelíes quedaron inhabilitados (más de la mitad de ellos Centuriones), unos 600 de ellos fueron completamente destruidos o capturados. Por otro lado, 2,250 tanques árabes fueron desactivados (incluyendo 54 centuriones jordanos), 1,274 de ellos fueron completamente destruidos o capturados. Después de la guerra, para reemplazar las pérdidas israelíes, Estados Unidos entregó 200 tanques M60 y M48 y el Reino Unido entregó 400 tanques Centurión a Israel.
Los tanques Sho't Kal con el paquete de armadura reactiva Blazer se usaron en la invasión de 1982 al Líbano. Durante la guerra, 21 tanques Centurión fueron eliminados, 8 de ellos fueron destruidos.
Los israelíes comenzaron a retirar el Sho't Kal durante los años 80 y se retiraron por completo durante los años 90. La mayoría de ellos se convirtieron a Nagmasho't, Nagmachon y Nakpadon Heavy Infantry Fighting Vehicles y vehículos de ingeniería blindados Puma.

### Guerra del Golfo
En la primera guerra del Golfo de 1991, se desplegaron 12 FV4003 Centurión Mk5 AVREs con 32 Regimiento de Ingenieros Armados como parte de las operaciones británicas durante la guerra. Tres se perdieron en entrenamiento en dos incidentes separados relacionados con incendios de vehículos y detonación de municiones. Un AVRE fue destruido el 5 de febrero de 1991 y dos fueron destruidos en un segundo incidente al día siguiente. Cuatro heridas menores fueron sostenidas.

### Jordania
Jordania compró cincuenta centuriones entre 1954 y 1956 y en 1967 alrededor de 90 centuriones estaban en servicio. El ejército jordano usó sus tanques Centurión en la guerra de los Seis Días. En 1967, el Décimo Regimiento Independiente de Tanques fue equipado con 44 tanques Centurión Mk.V armados con cañones de 20 libras, pero inicialmente se desplegó en el East Bank. Más tarde, la unidad fue trasladada urgentemente al área de Hebrón, en Cisjordania, para vincularse con el supuesto avance egipcio. Algunos tanques Centurión fueron destruidos y unos 30 capturados por el ejército israelí. Los israelíes que ingresaron a Hebrón capturaron 25 tanques Centurión jordanos. La Brigada de Guardias Reales tenía un regimiento que también estaba equipado con Centuriones.
Después de la guerra de 1967, el ejército fue rearmado y se compraron más tanques Centurión. En 1970, la 40.ª brigada blindada, la formación acorazada de élite jordana, se reequipó con centuriones. La Real Fuerza Terrestre de Jordania utilizó Centuriones en 1970 para defenderse de una incursión siria durante los eventos del Septiembre Negro. La quinta división siria reforzada, con hasta 300 T-55, encontró unidades jordanas que consistían en la 25ª infantería y elementos de la 40.ª brigada blindada alrededor de ar-Ramtha. El ataque de la 5.ª División fue rechazado con grandes pérdidas el 22 de septiembre, principalmente a través de los esfuerzos de la Real Fuerza Aérea de Jordania.
En 1972, los tanques Centurión se reequiparon con cañones de 105 mm. Durante la guerra de Yom Kipur, la 40.ª Brigada Blindada de Jordania se desplegó en el frente del Golán para apoyar a las tropas sirias y mostrar la preocupación del rey Hussein por la solidaridad árabe. La 40.ª Brigada Acorazada se movió hacia el norte hacia Sheikh Meskin, pero su contraataque fue descoordinado y en gran medida inefectivo ya que los israelíes estaban en posiciones defensivas preparadas.
En 1982–1985, 293 Centuriones supervivientes del ejército jordano fueron reacondicionados con el motor diésel y la transmisión del tanque M60A1 en lugar del motor de gasolina original Meteor, el sistema computarizado de control de incendios belga SABCA, que incorporó un detector de rango láser y pasivo vista nocturna para el artillero, el sistema electrohidráulico de torreta y sistema de estabilización Cadillac Gage y una nueva suspensión hidroneumática Teledyne Continental en lugar de las unidades Horstmann. Estos vehículos mejorados fueron llamados el Tariq. Después de retirarse del servicio con la llegada de los antiguos tanques Challenger británicos a fines de la década de 1990, varios Tariqs se convirtieron en APC pesados.

### Sudáfrica
Sudáfrica ordenó 203 Centurión Mk 3 tanques del Reino Unido en 1953. Los Centuriones sudafricanos entraron en servicio entre 1955 y 1958 e incluían unos 17 vehículos blindados de recuperación. Las principales prioridades estratégicas de Sudáfrica en ese momento giraban en torno a ayudar a las Fuerzas Armadas Británicas y otros Estados miembros de la Comunidad de Naciones durante una guerra convencional en el Medio Oriente o el África anglófona. Los Centuriones fueron adquiridos específicamente porque eran compatibles con las tácticas de tanques de la Commonwealth y las formaciones blindadas británicas preexistentes.
Tras la retirada de Sudáfrica del Commonwealth en 1961, sus prioridades se orientaron hacia la seguridad interna y la diversificación de la adquisición nacional de armas fuera de los proveedores tradicionales como el Reino Unido. Para ello, en 1961 se vendieron a Suiza 100 vehículos Centurión Mk 3s y 10 vehículos de recuperación basados en Centurión. Los Centuriones restantes fueron relegados en gran parte a las funciones de reserva debido a problemas de mantenimiento agravados por la escasez de piezas y una tendencia a sobrecalentarse Clima africano En 1972, el ejército sudafricano adaptó a algunos de sus Centuriones con los motores y la transmisión de los tanques M48 Patton hechos en los Estados Unidos en un intento por mejorar el rendimiento técnico a distancia.
Los tanques volvieron a ingresar a la corriente principal de la doctrina militar sudafricana en 1975, después de la Operación Savannah, que vio a las fuerzas de blindados ligeros sudafricanos en Angola amenazadas por grandes formaciones de tanques soviéticos suministrados a las Fuerzas Armadas Populares para la Liberación de Angola (FAPLA) y sus aliados A la operación Savannah le siguieron otras modificaciones y pruebas en el marco del Proyecto Semel, y el gobierno sudafricano se vio obligado a financiar la creación de una nueva empresa del sector privado, Olifant Manufacturing Company (OMC), para restaurar los Centuriones. Durante este período, Sudáfrica logró restaurar su flota de tanques a su tamaño original mediante la compra de varios chasis de Centurión excedentes de Jordania e India. La aprobación de la Resolución 418 del Consejo de Seguridad de las Naciones Unidas, que impuso un embargo de armas obligatorio en el país, obligó a Sudáfrica a comprar los chasis sin torretas ni armamento. OMC actualizó a cada Centurión con un motor diésel turboalimentado Continental de 29 litros y una nueva transmisión adoptada del M60 Patton. Los Centuriones restaurados también estaban armados con una variante sudafricana del cañón principal de L7 de 105 mm. Fueron aceptados en servicio con el Cuerpo Blindado de Sudáfrica como el Olifant Mk1A en 1985.
Las fuerzas expedicionarias sudafricanas se enfrentaron con tanques de la FAPLA, siendo los T-54/55 enemigos a los que enfrentaro durante la Operación Askari a fines de 1983 y principios de 1984; sin embargo, debido al enorme compromiso logístico necesario para mantener a los Olifants en funcionamiento tan lejos de las instalaciones de reparación convencionales, no se implementaron. Finalmente, la infantería mecanizada sudafricana, reforzada por escuadrones de vehículos blindados Eland y Badger-90, logró destruir los tanques por su cuenta, aunque se encontraron retrasos graves debido a su falta de armamento antitanque adecuado. La moral también sufrió cuando se ordenó a los equipos de vehículos blindados sin experiencia que se enfrentaran a los T-54/55 angoleños en sus vehículos vulnerables. Las críticas a este respecto llevaron al despliegue de un solo escuadrón de trece Olifant Mk1As en la frontera con Angola, donde se unieron al Grupo 61° de Batallones Mecanizados. Después de los Acuerdos de Lusaka, que aseguraron efectivamente un alto el fuego entre Sudáfrica y Angola, estos Olifantes se pusieron en almacenamiento y los equipos de tanques fueron rotados.
El colapso de los Acuerdos de Lusaka y el lanzamiento posterior de la Operación Moduler a fines de 1987 llevaron a la reactivación del escuadrón Olifant por orden directa del Presidente del Estado de Sudáfrica, P.W. Botha El 9 de noviembre de 1987, los Olifants destruyeron dos T-55 de Angola durante una escaramuza de nueve minutos. Esto marcó la primera ocasión en que los tanques sudafricanos habían sido enviados a la batalla desde la Segunda Guerra Mundial. A lo largo de la Operación Moduler, las fuerzas sudafricanas se dispersaron típicamente en una formación de "punta de flecha", con Olifants a la cabeza, Badger-90 blindados en los flancos, El resto de la infantería mecanizada hacia atrás y hacia el centro. Tres Olifants fueron abandonados en un campo minado durante la Operación Packer y posteriormente fueron capturados por la FAPLA, mientras que otros dos fueron dañados más allá de la reparación inmediata por las minas pero se recuperaron exitosamente. Varios otros sufrieron diversos grados de daños en la pista y la suspensión debido a las minas o al incendio del tanque angoleño, pero pudieron seguir moviéndose después de las reparaciones en el campo.
A principios de la década de 1990, el Olifant Mk1A fue reemplazado por el Olifant Mk1B, que incorporó importantes mejoras en la protección del blindaje, un motor ligeramente más potente, un piso blindado doble para la protección contra minas y una suspensión de barra de torsión.

### Suecia
Al final de la Segunda Guerra Mundial, estaba claro que la mezcla de tanques en servicio con las Fuerzas Armadas suecas no solo era obsoleta sino que también presentaba un gran problema logístico. Kungliga Arméförvaltningens Tygavdelning (KAFT, la oficina de armas del servicio administrativo del ejército) realizó un estudio que concluyó que la alternativa más rentable sería comprar el Centurión Mk 3 recientemente desarrollado, que, si bien es bastante moderno, se consideró que también tenía mejoras potencial para futuros requerimientos. Se envió una solicitud de compra a Gran Bretaña, pero la respuesta fue que no se podían realizar entregas antes de que se hubieran satisfecho las necesidades del Ejército británico, lo que se consideró que demoraba entre cinco y 15 años. Así, en 1951, la oficina de vehículos de KAFT estaba preparada para desarrollar un proyecto alternativo sueco, E M I L. Paralelamente, se iniciaron negociaciones con Francia sobre la compra del AMX-13.
La postura británica se alteró a principios de diciembre de 1952, debido a la necesidad económica de aumentar las exportaciones para ganar escasas divisas. Gran Bretaña ofreció vender los Centuriones deseados de inmediato. El Ministro de Defensa Torsten Nilsson colocó arbitrariamente una orden de 80 Mk 3, con la designación de ejército sueco stridsvagn 81 (año de estreno 81), alrededor del año nuevo 1952/1953, con la primera entrega en abril de 1953. En 1955, Suecia ordenó un lote de 160 Centurión. Mk 5 (también designado strv 81), seguido de un lote de 110 Centurión Mk 10 alrededor de 1960 (designado strv 101). Los Centuriones, junto con el Stridsvagn 103, formaron la columna vertebral de las brigadas blindadas suecas durante varias décadas. El Mk 3 y el Mk 5 se actualizaron con un cañón de 105 mm en la década de 1960, convirtiéndose en 102.
Entre 1983 y 1987, los Centuriones realizaron una renovación y modificación de la mediana edad (REMO), que incluyó, entre otras cosas, equipos de visión nocturna, sistemas de puntería, telémetros láser, estabilización mejorada del cañón, manguitos térmicos en los tubos de escape y escapes y armadura reactiva desarrollada Por la artillería sueca FFV. Alrededor de 80 strv 102 se actualizaron con motores diésel Continental y cajas de cambios Allison a principios de la década de 1980, convirtiéndose en 104 strv.
El ejército sueco fue retirando gradualmente sus Centurions y Strv 103 durante la década de 1990 como consecuencia de las pruebas comparativas de T-72, AMX- 56 Leclerc, M1A1 y Leopard 2. Fueron reemplazados por Stridsvagn 121 y Stridsvagn 122.

### Pruebas nucleares
El ejército australiano un tanque Centurión Mk 3 Type K, número de registro del ejército 169041, que participó en una pequeña prueba nuclear en el Emu Field en Australia en 1953 como parte de la Operación Totem 1. Construida como el número 39/190 en la Real Fábrica de Artillería, Barnbow en 1951 se le asignó el número 06 BA 16 del ejército británico y se entregó al Gobierno de la Commonwealth de Australia en virtud del Contrato 2843 en 1952.
Se colocó a menos de 500 yardas (460 m) de la explosión de 9.1 kt con su torreta orientada hacia el epicentro, se dejó con el motor en marcha y una carga completa de municiones. El examen después de la detonación encontró que había sido empujado lejos del punto de explosión unos 5 pies (1,5 m), empujado ligeramente hacia la izquierda y que su motor había dejado de funcionar, pero solo porque se había quedado sin combustible. Faltaban las antenas, las luces y los periscopios estaban muy arenosos, la cubierta de mantel de tela se incineró y las placas laterales blindadas habían sido arrancadas y transportadas hasta 200 yardas (180 m) del tanque. Todavía podría ser expulsado del sitio. Si el tanque hubiera sido tripulado, lo más probable es que la tripulación hubiera muerto por la onda de choque.
169041, posteriormente apodado El tanque atómico, se usó en la guerra de Vietnam. En mayo de 1969, durante un tiroteo, 169041 (señal de llamada 24C) fue golpeado por una granada propulsada por cohete (RPG). La tripulación de la torreta resultó herida por la fragmentación cuando el chorro de carga hueca RPG entró en el lado inferior izquierdo del compartimiento de combate, viajó en diagonal por el suelo y se alojó en la esquina posterior derecha. Trooper Carter fue evacuado, mientras que los otros permanecieron en servicio y el tanque se mantuvo en condiciones de combate.
El tanque atómico ahora se encuentra en Robertson Barracks en Palmerston, Territorio del Norte. Aunque otros tanques fueron sometidos a pruebas nucleares, 169041 es el único que se sabe ha resistido una explosión y continúa durante otros 23 años de servicio, incluidos 15 meses en despliegue operacional en una zona de guerra.

## Variantes
Reino Unido:
- Centurión Mark I - Mark XIII (el último está equipado con cámara infrarroja para el cañόn principal)
- Prototipos A41
- Vehículos a partir de chasis del Centurión como cazacarros, lanzapuentes y vehículos con torreta de defensa antiaérea (Centurión Marksman)

India
- Centurión Mark VII

Australia
- Centurión Mark V/I

Sudáfrica:
- Semel
- Olifant y sus modificaciones

Jordania:
- Centurión Mark VII

Israel:
- Centurión Mark V
- Sho't Meteor
- Sho't Kal Alef/Bet/Gimel/Dalet
- Nagmashot / Nagmachon / Nakpadon (transporte blindado de personal)
- Puma
- Eshel ha-Yarden (lanzamisiles de cohetes tierra-tierra de 290 mm, también conocido como MAR-290)

### Tanques similares
- T-55
- T-62
- M47
- M48